# Chydorus tasekberae
Chydorus tasekberae är en kräftdjursart som beskrevs av Frey 1987. Chydorus tasekberae ingår i släktet Chydorus och familjen Chydoridae. Inga underarter finns listade i Catalogue of Life.